# 天狗山古墳
天狗山古墳（てんぐやまこふん）は、岡山県倉敷市下二万（しもにま）・川辺（かわべ）にある古墳。形状は帆立貝形古墳。倉敷市指定史跡に指定されている。

## 概要
| 古墳名       | 形状         | 規模      | 埋葬施設   | 築造時期  | 史跡指定 |
| ------------ | ------------ | --------- | ---------- | --------- | -------- |
| 天狗山古墳   | 帆立貝形古墳 | 墳丘長60m | 竪穴式石室 | 5c後半-末 | 市史跡   |
| 二万大塚古墳 | 前方後円墳   | 墳丘長38m | 横穴式石室 | 6c中      | 市史跡   |
| 箭田大塚古墳 | 円墳         | 直径46m   | 横穴式石室 | 6c後半    | 国史跡   |

岡山県南部の小田川・高梁川の合流点付近、南山山塊の一支丘上（標高約90メートル）に築造された古墳である。南西には天狗山西古墳（天狗山2号墳）が所在する。戦前に乱掘されて副葬品が出土しているほか、1997-1999年度（平成9-11年度）に発掘調査が実施されている。
墳形は、前方部が短小な帆立貝形の前方後円形で、前方部を西方向に向ける。墳丘は2段築成。墳丘外表では葺石が認められるほか、埴輪（円筒埴輪・朝顔形埴輪・蓋形埴輪）が認められる。また墳丘周囲には盾形の周溝・周堤が巡らされる。埋葬施設は後円部下の深部における竪穴式石室で、墳丘構築前に石室構築がなされるとみられる。墳丘後行型・垂直壁体・白色粘土充填などに特色を持ち、朝鮮半島の古墳の影響を受けたいわゆる「渡来系竪穴式石室」とされる。石室内部には鎹使用の組合式木棺を据え、銅鏡・武具など多数の副葬品が出土しており、特に小札甲（挂甲）・籠手は当時の甲冑の実態を知るうえで注目される資料になる。
築造時期は、古墳時代中期の5世紀後半-末頃と推定される。造山古墳・作山古墳の勢力の衰退後に築造されるほか、二万大塚古墳（倉敷市真備町下二万）・箭田大塚古墳（倉敷市真備町箭田）へと続く下道氏の台頭の契機と考えられるなど、吉備地方における政治情勢を考察するうえで重要視される古墳になる。
古墳域は2005年（平成17年）に倉敷市指定史跡に指定されている。

## 遺跡歴
- 戦前、天狗山古墳の乱掘。副葬品の出土（現在は東京国立博物館所蔵）。
- 1997-1999年度（平成9-11年度）、天狗山古墳・天狗山西古墳の発掘調査（岡山大学考古学研究室、2014年に報告）。
- 2005年（平成17年）12月5日、「天狗山古墳付天狗山西古墳」として倉敷市指定史跡に指定[2]。

## 墳丘
墳丘の規模は次の通り。
- 古墳総長：85メートル - 周溝・周堤を含めた全長。
- 墳丘長：60メートル
- 後円部 - 2段築成。
  - 直径：46メートル
  - 高さ：9メートル
- 前方部
  - 長さ：17メートル
  - 幅：20メートル
  - 高さ：2メートル

墳丘周囲には盾形の周溝・周堤が巡らされており、周堤は幅9メートル・高さ2メートルを測る。埴輪は、墳頂部・テラス部・周堤で認められる。

## 埋葬施設
埋葬施設としては後円部において竪穴式石室が構築されている。墳頂下5メートルという深部に位置し、盛土前の構築とされる。石室は長さ4メートル・幅1メートル・幅0.8メートルを測る。角礫を積み粘土を間に詰めることによって構築されており、床面には玉砂利を敷き詰め、壁面には赤色顔料を塗布する。
石室には、幅広な長幅比、角礫石材の使用、ほぼ垂直の壁体、壁体の石材間の白色粘土充填、床面の小礫敷き、四壁面・天井面の赤色顔料塗布、鎹使用木棺、壁体構築後の木棺安置、墳丘後行型の石室構築などの点で通常の竪穴式石室とは異なる特徴を示し、朝鮮半島からの影響を受けたいわゆる「渡来系竪穴式石室」と位置づけられる。天狗山古墳の石室は、勝負砂古墳（倉敷市）とともにその代表例とされ、同様の石室は5世紀代の瀬戸内地域において広く分布することが知られる。
石室内には組合式木棺を据えており、木棺に使用した鎹が認められる。石室内からは多数の副葬品が出土している。

## 出土品

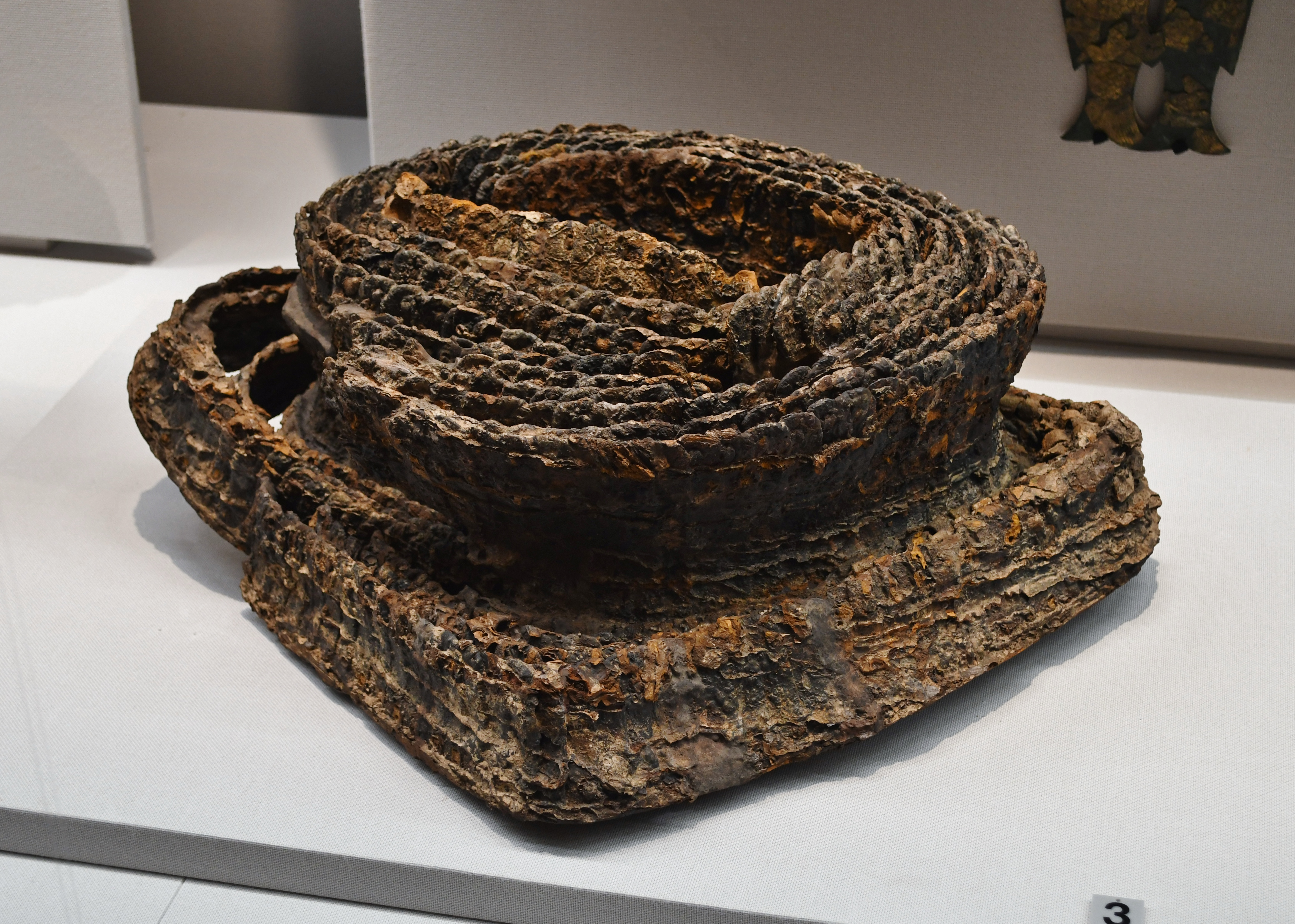
小札甲（挂甲）東京国立博物館展示（他画像も同様）。

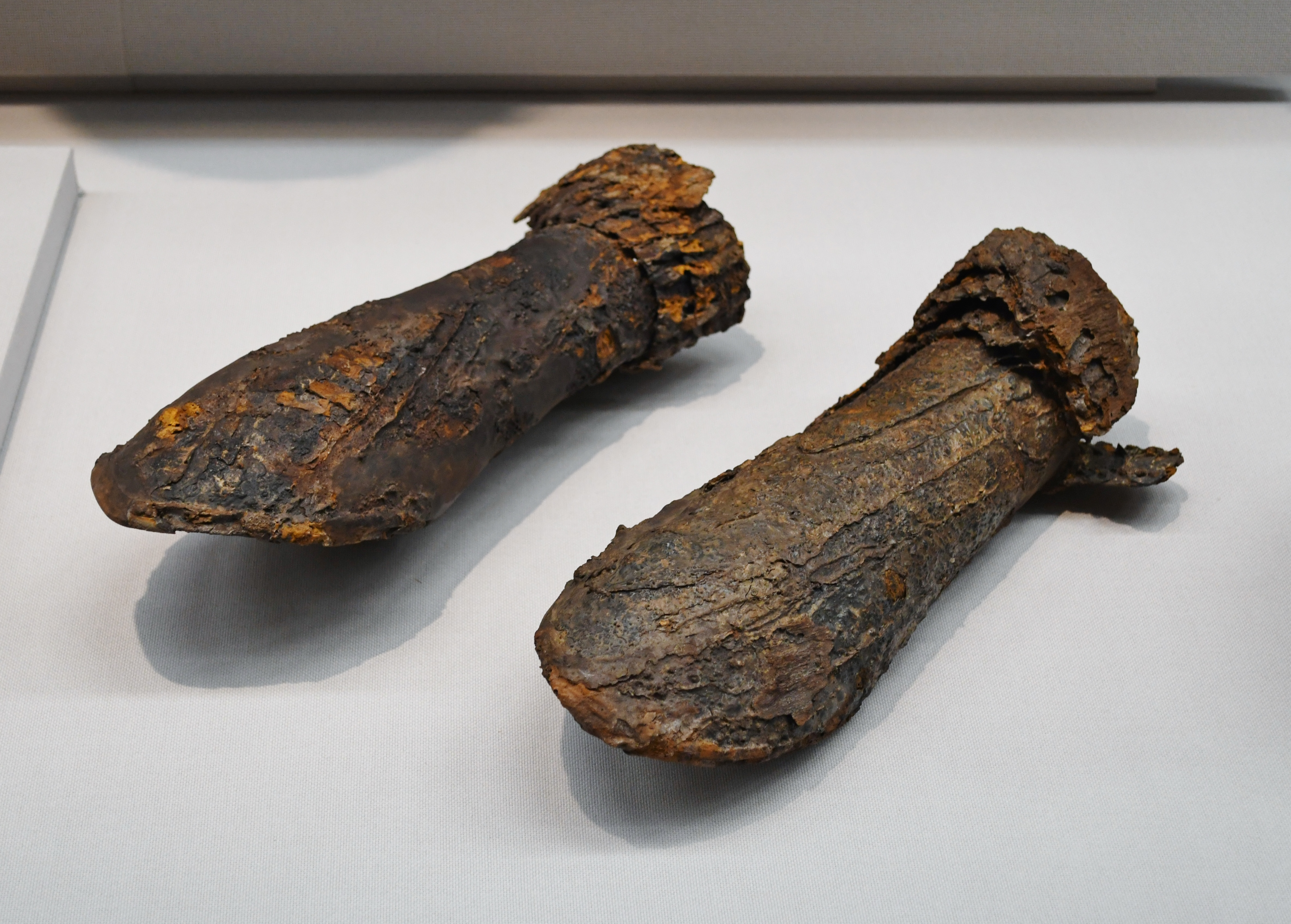
籠手東京国立博物館展示。

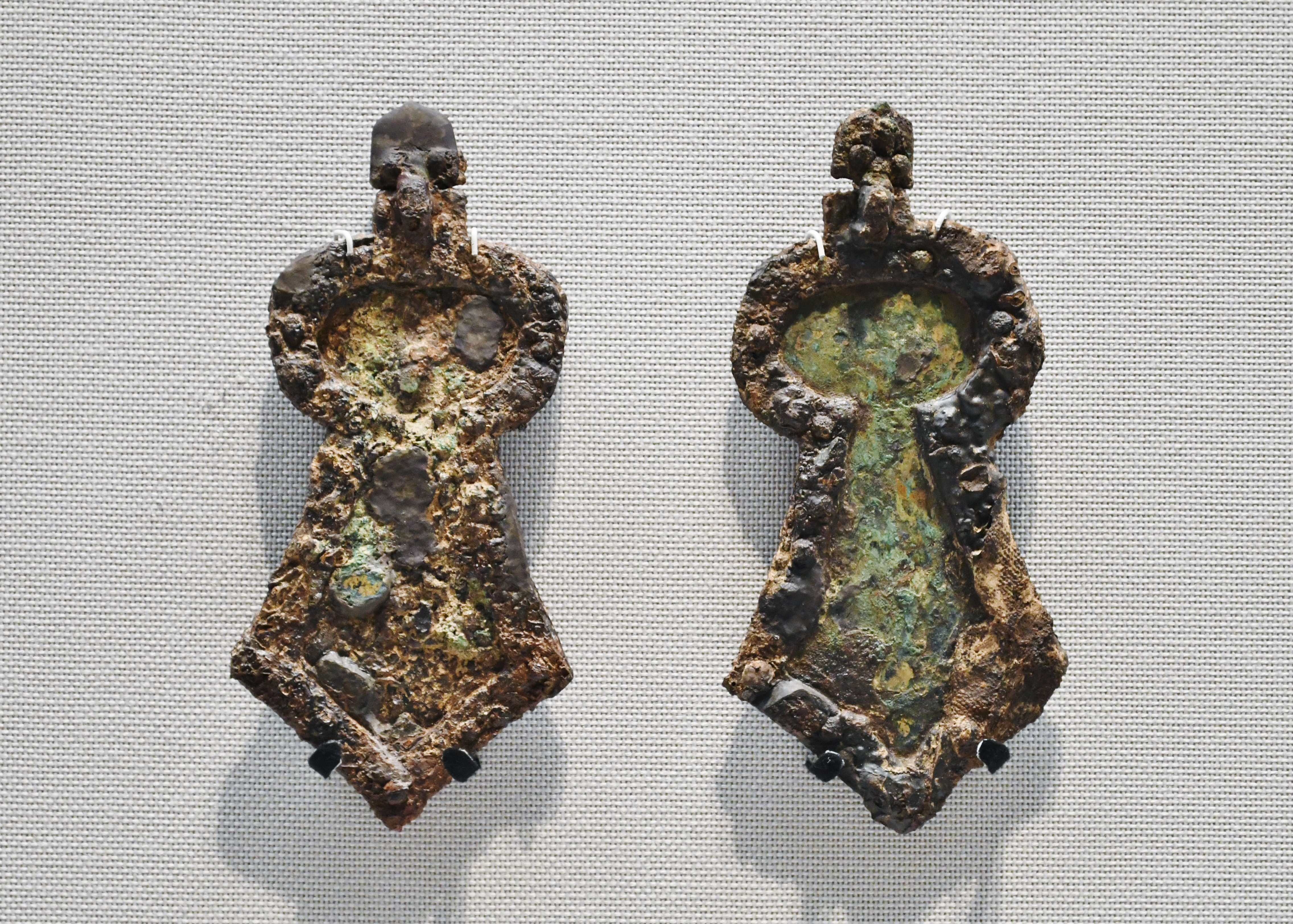
剣菱形杏葉東京国立博物館展示。

石室内から出土した副葬品は次の通り。
- 変形獣形鏡
- 装身具
  - 勾玉
  - 櫛
- 武器・武具
  - 大刀
  - 剣
  - 鏃
  - 小札甲（挂甲） - 畳み込まれた状態で銹着しており、小札甲の実態を知るうえで有用な資料とされる[5]。
  - 筒籠手
  - 胡簶
- 馬具
  - 轡
  - 杏葉
  - 雲珠
  - 鞖
  - 鐙
- 農工具
  - 鋤先
  - 刀子

## 文化財

### 倉敷市指定文化財
- 史跡
  - 天狗山古墳付天狗山西古墳 - 2005年（平成17年）12月5日指定[2]。

## 関連施設
- 岡山大学考古資料展示室（岡山市北区津島中） - 岡山大学キャンパス内。天狗山古墳の出土品を保管。
- 東京国立博物館（東京都台東区） - 天狗山古墳の出土品を保管。

## 関連文献
（記事執筆に使用していない関連文献）
- 村井嵒雄「岡山県天狗山古墳出土の遺物」『Museum』第250号、東京国立博物館、1972年、4-17頁。
- 『天狗山古墳 (PDF)』岡山大学考古学研究室・天狗山古墳発掘調査団、2014年。 - リンクは岡山大学学術成果リポジトリ。